# Ise Station
Ise Station (Ise stasjon) er en tidligere jernbanestation på Indre Østfoldbanen (Østre Linje), der ligger i byområdet Ise i Sarpsborg kommune i Norge.
Stationen åbnede som Varteig 24. november 1882 men skiftede navn til Ise 1. februar 1886. Betjeningen ophørte 15. juni 2003, da trafikken med persontog blev indstillet mellem Rakkestad og Sarpsborg. Mens stationen var i drift, bestod den af flere spor. Stationsbygningen blev opført til åbningen i 1882 efter tegninger af Balthazar Lange. Stationen ligger 96,7 km fra Oslo S.